# Gari maxima
Gari tellinella ist eine Muschelart aus der Familie der Sandmuscheln (Psammobiidae).

## Merkmale
Das große, gleichklappige Gehäuse wird bis etwa 65 Millimeter lang. Es ist im Umriss länglich-elliptisch, das Längen-/Breiten-Verhältnis beträgt etwa 1,5 bis 1,7. Es ist mäßig aufgebläht mit einem Höhe-/Dicke-Verhältnis von 1,9 zu 2,1. Das Gehäuse ist ungleichseitig, die Wirbel sitzen vor der Mittellinie (bei 40 bis 42 % bezogen auf die Gehäuselänge). Es klafft sowohl am vorderen wie auch am hinteren Ende etwas.
Der nur sehr schwach gewölbte bis gerade vordere Dorsalrand fällt steil zum eng gerundeten Vorderende ab. Der etwas längere hintere Dorsalrand ist gerade und fällt etwas flacher zum Hinterende ab, das durch einen sehr flachen Winkel vom Dorsalrand abgesetzt ist. Das Hinterende ist dadurch etwas schräg abgestutzt. Der Übergang vom Hinterende zur Ventralrand ist eng gerundet. Der Ventralrand ist weit gerundet.
Das Ligament ist extern, es erstreckt sich auf etwa 20 % der Gehäuselänge hinter den Wirbeln. Das Schloss der beiden Klappen weist je zwei Kardinalzähne auf, Lateralzähne fehlen. In der rechten Klappe ist der vordere, mäßig große Kardinalzahn größer als der hintere Kardinalzahn, der hintere Kardinalzahn ist an der Spitze geringfügig gespalten. In der linken Klappe ist der vordere Kardinalzahn schlank und an der Spitze geringfügig gespalten bzw. zweispitzig, der hintere Kardinalzahn ist dagegen dünn. Die Mantellinie ist tief eingebuchtet, die U-förmige Bucht reicht bis unter die Wirbel. Die Linie der Mantelbucht fällt am unteren Rand über 70 bis 83 % der Länge mit dem Mantelrand zusammen. Die zwei Schließmuskeln hinterlassen deutliche Narben in der Schale.
Die Schale ist dickwandig. Die Oberfläche weist feine konzentrische Anwachsstreifen auf. Der Gehäuseinnenrand ist glatt. Die Farbe der Schale (Außenseite) ist variabel, von gelblich-weiß, orange, pink, kastanienbraun oder matt rot. angeordnet in kontrastierenden Bändern, oft noch mit Strahlen von Rot und Kastanienbraun. Die Innenseite ist glänzend weiß, gelblich, orange oder rötlich-braun. Das Periostracum ist hellbraun bis dunkelbraun. Es ist fast immer im mittleren Teil des Gehäuses und den Wirbel wegerodiert und meist nur an den Gehäuserändern erhalten. und seidig glänzend. Die Oberfläche ist violett getönt, manchmal auch konzentriert in randparallelen Bändern, mit radialen hellbraunen Bändern.

## Geographische Verbreitung und Lebensraum
Das Verbreitungsgebiet der Art erstreckt sich entlang der Westküste Amerikas vom Golf von Kalifornien bis Ecuador. Die Tiere leben in mäßig flachem Wasser.

## Taxonomie
Das Taxon wurde von Gérard Paul Deshayes wissenschaftlich beschrieben. Es wird sowohl von Eugene Coan als auch von MolluscaBase als gültiges Taxon der Gattung Gari bewertet.

## Belege